# 阿尔比恩行动

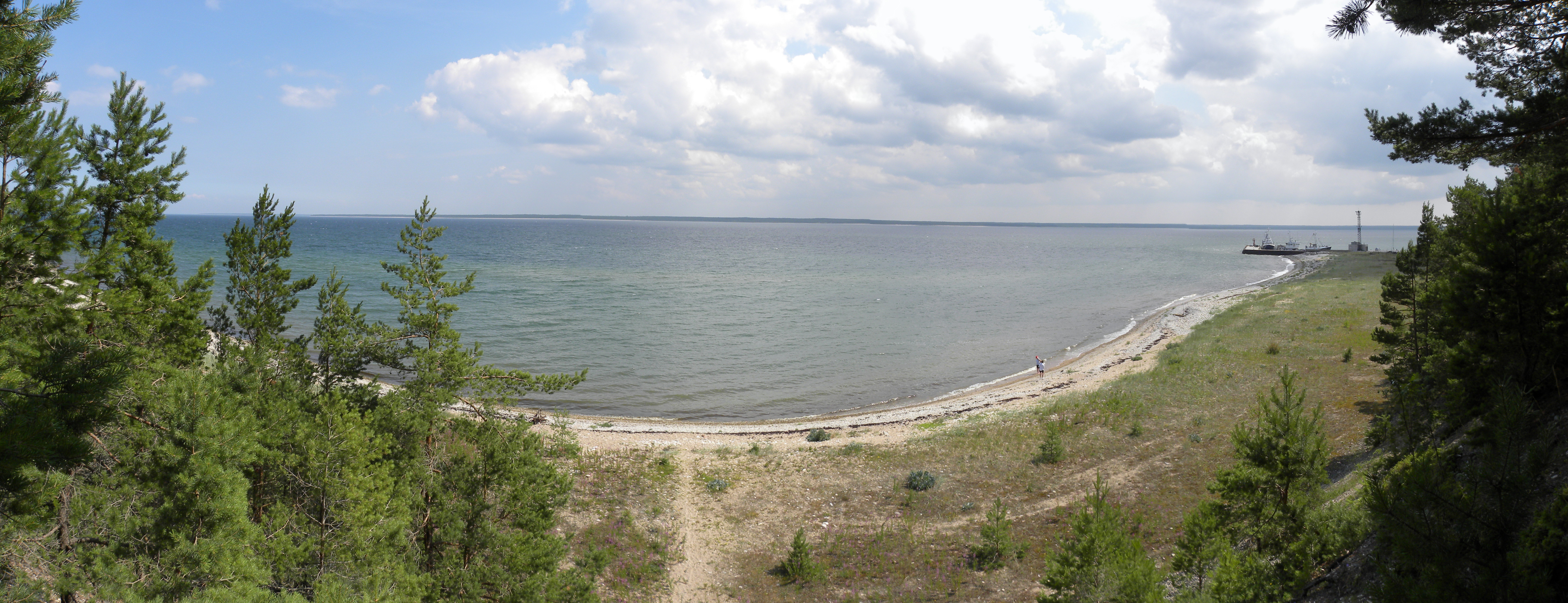
萨马雷岛的塔加拉赫湾全景。这是德军在1917年10月11日登陆时的地点。

阿尔比恩行动（Operation Albion）发生在第一次世界大战期间，德意志帝国企图侵略占领俄罗斯共和国的西爱沙尼亚群岛而于1917年9月至10月发动的地面及海上作战。在海军经过大面积的清除俄军水雷和压制俄军岸基炮台军事行动后，地面作战也于1917年10月11日伴随着在塔加拉赫湾的萨雷马岛登陆而展开。德军于10月16日控制岛屿，俄军则于10月18日全军撤离穆胡岛。
经过前两次失败的尝试后，德军最终于10月19日成功登陆希乌马岛，并在次日成功夺取该岛。俄国的波罗的海舰队则在遭受重大损失后被迫从苏尔海峡撤退（见穆胡岛海战）。在整个行动过程中，德军共俘获俄军20000名战俘及100门炮。

## 战略意义
在第一次世界大战初期，西爱沙尼亚群岛无论是对于俄罗斯帝国或德意志帝国都显得无足轻重。然而，在经历了俄国的1917年革命风暴之后，德国最高统帅部却认为夺取这些岛屿将对于从侧翼包围俄国的防御阵地及攻击圣彼得堡变得更为容易。

## 战斗序列

### 德国部队
- 陆军第42师（英语：42nd Division (German Empire)）
- 第2步兵自行车旅
- 特遣部队： 海军中将艾尔哈德·施密特（英语：Erhard Schmidt (admiral)）
  - 旗舰：毛奇号战列舰（英语：SMS Moltke）
  - 第三战列分舰队：海军中将保罗·贝恩克率领的无畏舰国王号、大选帝侯号、藩侯号和王储号
  - 第四战列分舰队：海军中将威廉·蘇雄率领的无畏舰皇帝号、腓特烈大帝号、女皇号、柳特波德摄政王号和阿尔贝特国王号
  - 第二侦察集群：海军少将路德维希·冯·罗伊特率领的巡洋舰柯尼斯堡号、卡尔斯鲁厄号（英语：SMS Karlsruhe (1916)）、但泽号（英语：SMS Danzig）、法兰克福号（英语：SMS Frankfurt）和纽伦堡号（英语：SMS Nürnberg (1916)）
  - 第五侦察集群：海军少将阿尔伯特·霍普曼率领的巡洋舰科尔贝格号（英语：SMS Kolberg）、斯特拉斯堡号（英语：SMS Strassburg）、奥格斯堡号、鹦鹉螺号和闪电号（英语：SMS Blitz）
  - 鱼雷艇旗舰：埃姆登号
  - 第二区舰队（10艘船）
  - 第八区舰队（11艘船）
  - 第五区舰队（11艘船）
  - 第十区舰队（11艘船）
  - 第七半区舰队（7艘船）
  - 库尔兰潜艇区舰队（6艘船）
  - 破雷集群
  - 第二扫雷区舰队
    - 第三半区舰队
    - 第四半区舰队
    - 第八半区舰队

  - 第三搜寻半区舰队
  - 波罗的海的类似区舰队
  - 波罗的海的拦截部队

### 俄国部队[2]
- 第425、426及472步兵团
- 战列舰：光荣号，太子号
- 装甲巡洋舰：马卡罗夫将军号（英语：Russian cruiser Admiral Makarov）
- 驱逐舰：杰斯纳号、诺维克号、伯贝迪特号、萨比耶卡号、雷电号、康斯坦丁号
- 炮艇：齐维内茨号、威吓号
- 阻塞船：拉维亚号
- 布雷舰：普里皮亚季号

### 英国部队
- 潜艇C26号（英语：HMS C26）、C27号（英语：HMS C27）和C32号（英语：HMS C32）

### 书目
- Barrett, Michael B. Operation Albion: The German Conquest of the Baltic Islands （页面存档备份，存于）. Indiana University Press: Bloomington, IN. 2008. ISBN 978-0-253-34969-9